# 위성류속

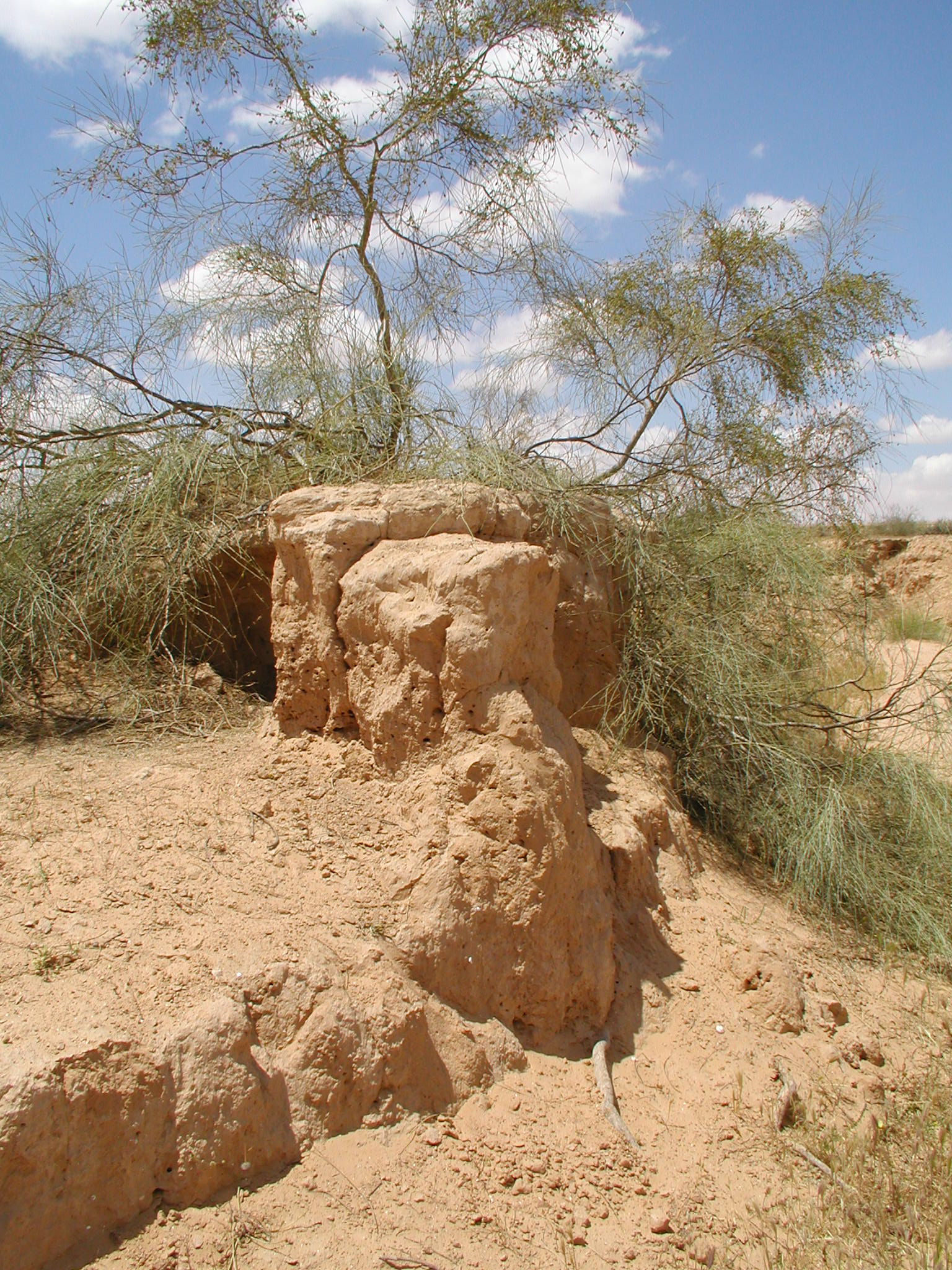

위성류속(Tamarix, tamarisk, salt cedar, taray)은 유라시아와 아프리카의 더 건조한 지역에 서식하는 위성류과에 속하는 약 50~60종의 꽃 피는 식물로 구성된다. 속명은 라틴어에서 유래되었으며 히스파니아 타라코넨시스(스페인)의 타마리스강을 가리킬 수도 있다.

## 설명
상록수 또는 낙엽 관목 또는 높이가 1~18m(3.3~59.1피트)까지 자라며 빽빽한 덤불을 형성하는 나무이다. 가장 큰 것인 에셀나무(Tamarix aphylla)는 높이가 18m(59ft)까지 자랄 수 있는 상록수이다. 그들은 일반적으로 염분 토양에서 자라며 최대 15,000ppm의 수용성 염분을 견딜 수 있으며 알칼리성 조건도 견딜 수 있다.
위성류속은 가느다란 가지와 회녹색 잎이 특징이다. 어린 가지의 껍질은 매끄럽고 적갈색이다. 식물이 노화됨에 따라 나무껍질은 회갈색이 되고 능선이 생기며 주름이 생긴다.
잎은 비늘 모양이고 노간주나무와 거의 비슷하며 길이가 1~2mm(1/20"~1/10")이고 줄기를 따라 서로 겹친다. 이것들은 종종 소금 분비물로 덮여 있다.
분홍색에서 흰색 꽃은 3월부터 9월까지 가지 끝에서 5~10cm(2"~4") 길이의 긴 스파이크에 빽빽한 덩어리로 나타난다. 그러나 일부 종(예: T. aphylla)은 11월처럼 여름에 늦게까지 꽃이 피는 경향이 있다.